# Gimmelwald
Gimmelwald ist ein kleines Bergdorf in der Gemeinde Lauterbrunnen im Berner Oberland, das auf 1367 Meter Höhe über Meer zwischen Stechelberg (867 m ü. M.) und Mürren (1650 m ü. M.) liegt. Gimmelwald ist autofrei und mit einer Luftseilbahn, der Schilthornbahn, mit Stechelberg und Mürren direkt verbunden. Das Ortsbild von Gimmelwald ist geschützt und Teil des Inventars der schützenswerten Ortsbilder der Schweiz.

## Geschichte
Der Ort wird 1346 in einem Kaufbrief erstmals erwähnt. Gimmelwald ist eine Walsersiedlung und ein alemannisches Zeilendorf. Schon in dem Kaufbrief wird von den Bewohnern von Lötschern gesprochen. Das älteste Haus wurde 1658 im Walserstil erbaut.
Erst mit dem Bau der Luftseilbahn Stechelberg-Mürren-Schilthorn (LSMS) 1967 hatte Gimmelwald den Anschluss an das Verkehrsnetz geschafft. Vorher war Gimmelwald nur schwerlich auf dem Fussweg via Stechelberg oder Mürren erreichbar.
Im Jahr 2019 wurde das alte Schulhaus an eine lokal gegründete Genossenschaft überschrieben, mit dem Ziel, der Abwanderung mit genossenschaftlichem Wohnraum in Gimmelwald entgegenzuwirken.

## Verkehr und Erreichbarkeit
Man erreicht Gimmelwald von Stechelberg mit der Luftseilbahn LSMS oder zu Fuss auf einem schmalen Fusspfad (2,7 Kilometer lang). Es besteht ebenfalls eine Strassenverbindung mit dem 2,3 Kilometer entfernten benachbarten Mürren.

## Politik
Gimmelwald gehört zusammen mit Wengen, Mürren, Isenfluh, Stechelberg und Lauterbrunnen zur politischen Gemeinde Lauterbrunnen. Auch die Kirchgemeinde umfasst die gesamte Talschaft.

## Einwohner
In den 1930er Jahren erreichte Gimmelwald die höchste Einwohnerzahl. Wegen der damaligen Wirtschaftskrise war es auch auswärts nicht einfach, Arbeit zu finden. So machten sich die Familienmitglieder daheim in der Landwirtschaft nützlich.
| Jahr      | 1783 | 1811 | 1900 | 1910 | 1930 | 1941 | 1960 | 1970 | 1980 | 2006 | 2013 | 2022 |
| Einwohner | 75   | 137  | 220  | 227  | 228  | 204  | 172  | 157  | 126  | 108  | 98   | 104  |

## Tourismus
Gimmelwald ist Teil des Tourismusverbunds Jungfrauregion. Seit 2008 ist ein Klettersteig zwischen Mürren und Gimmelwald eröffnet. Man kann von Mürren nach Gimmelwald gesichert über Felsen gelangen.

## Bilder

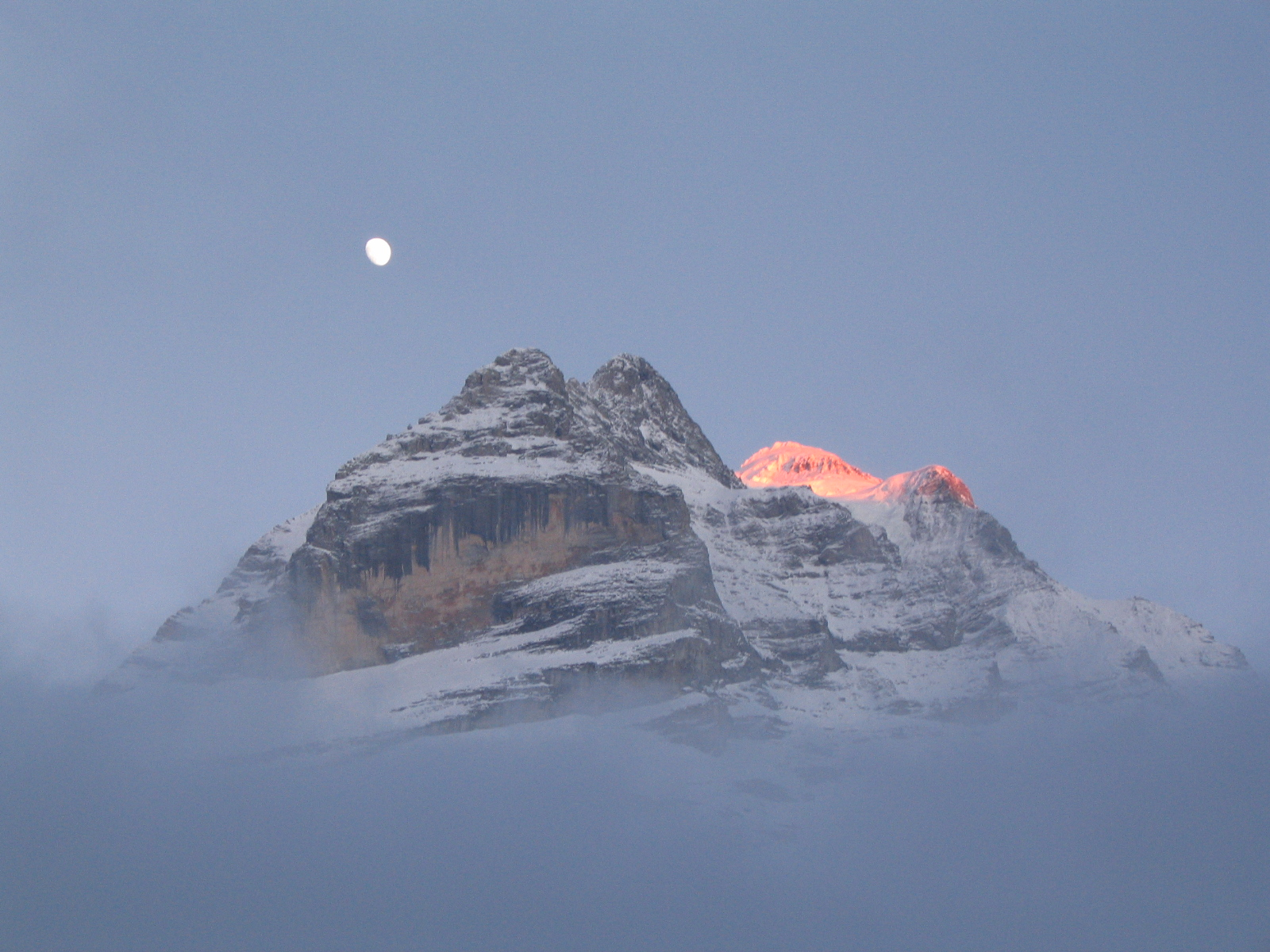
Sicht auf die Jungfrau von Gimmelwald
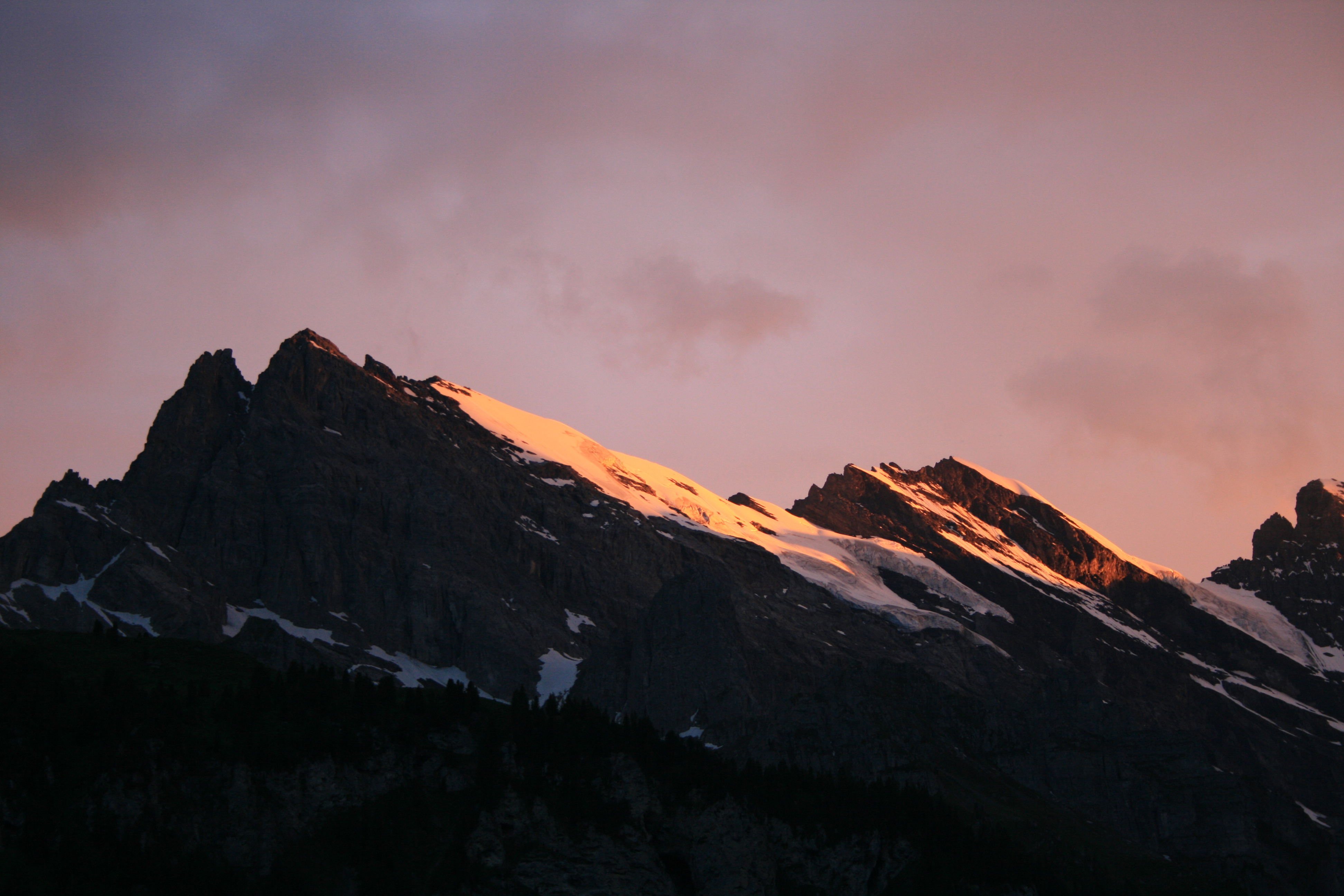
Sicht auf das Gspaltenhorn von Gimmelwald
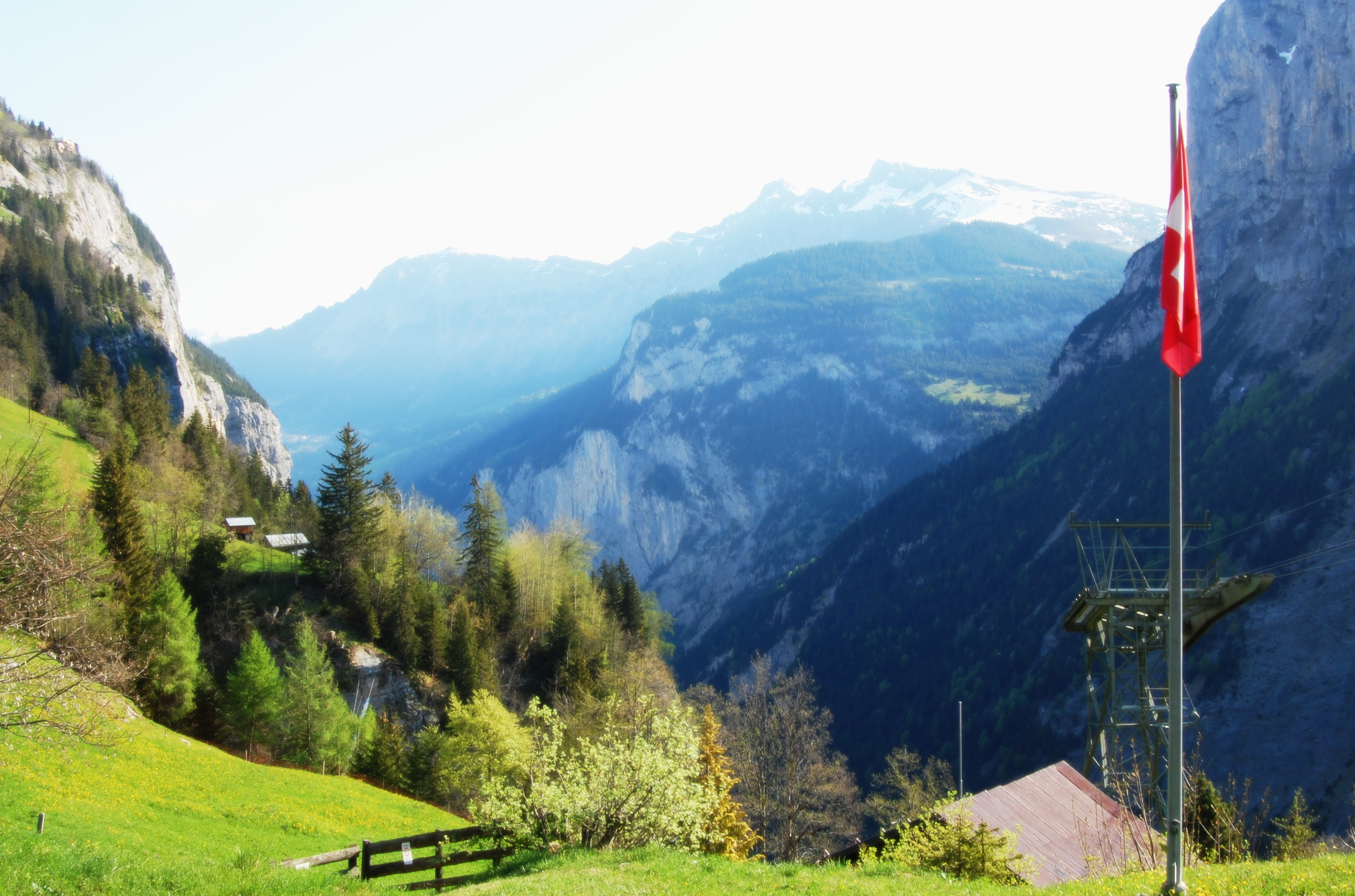
Aussicht von Gimmelwald
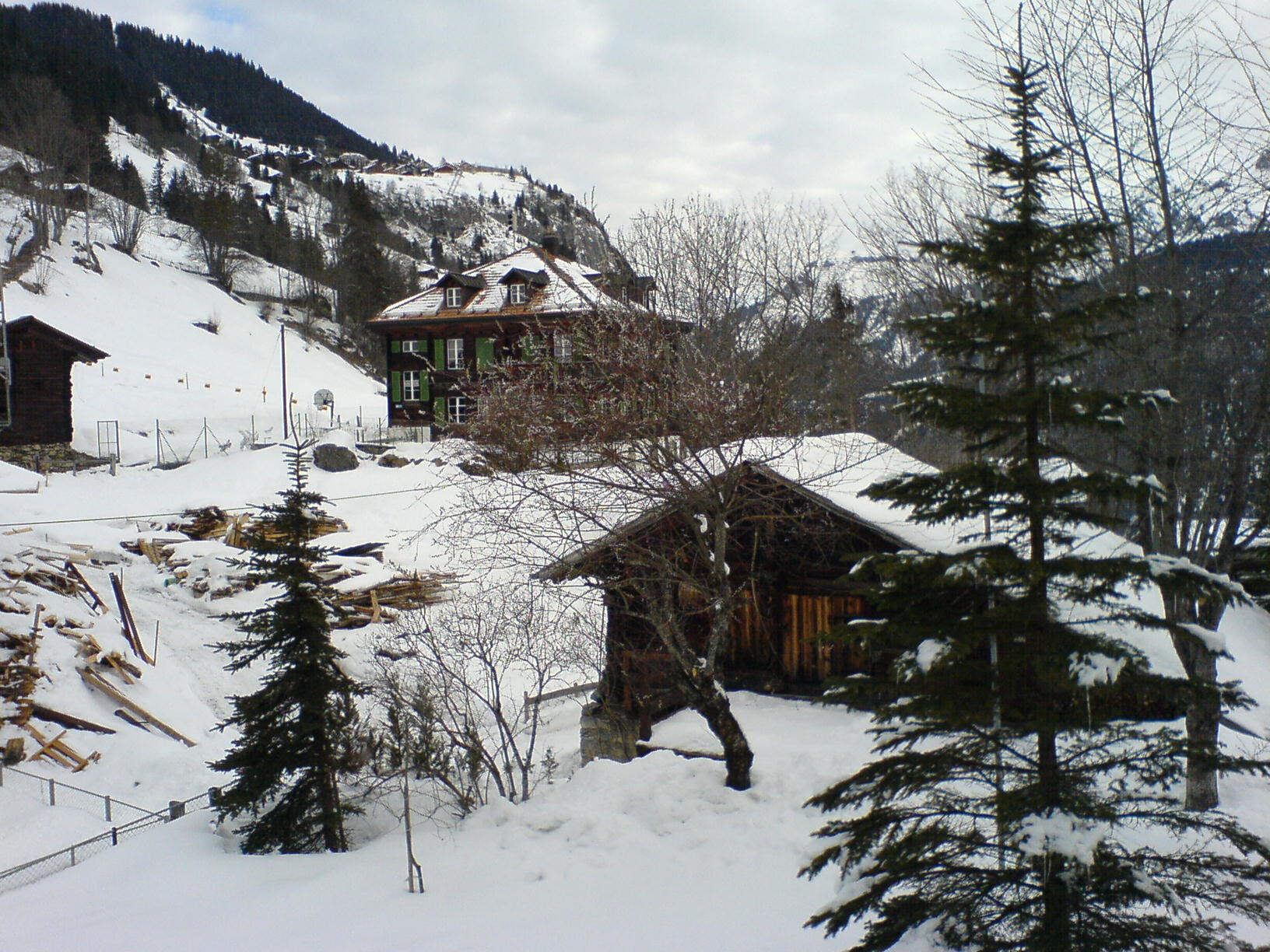
Das ehemalige Schulhaus
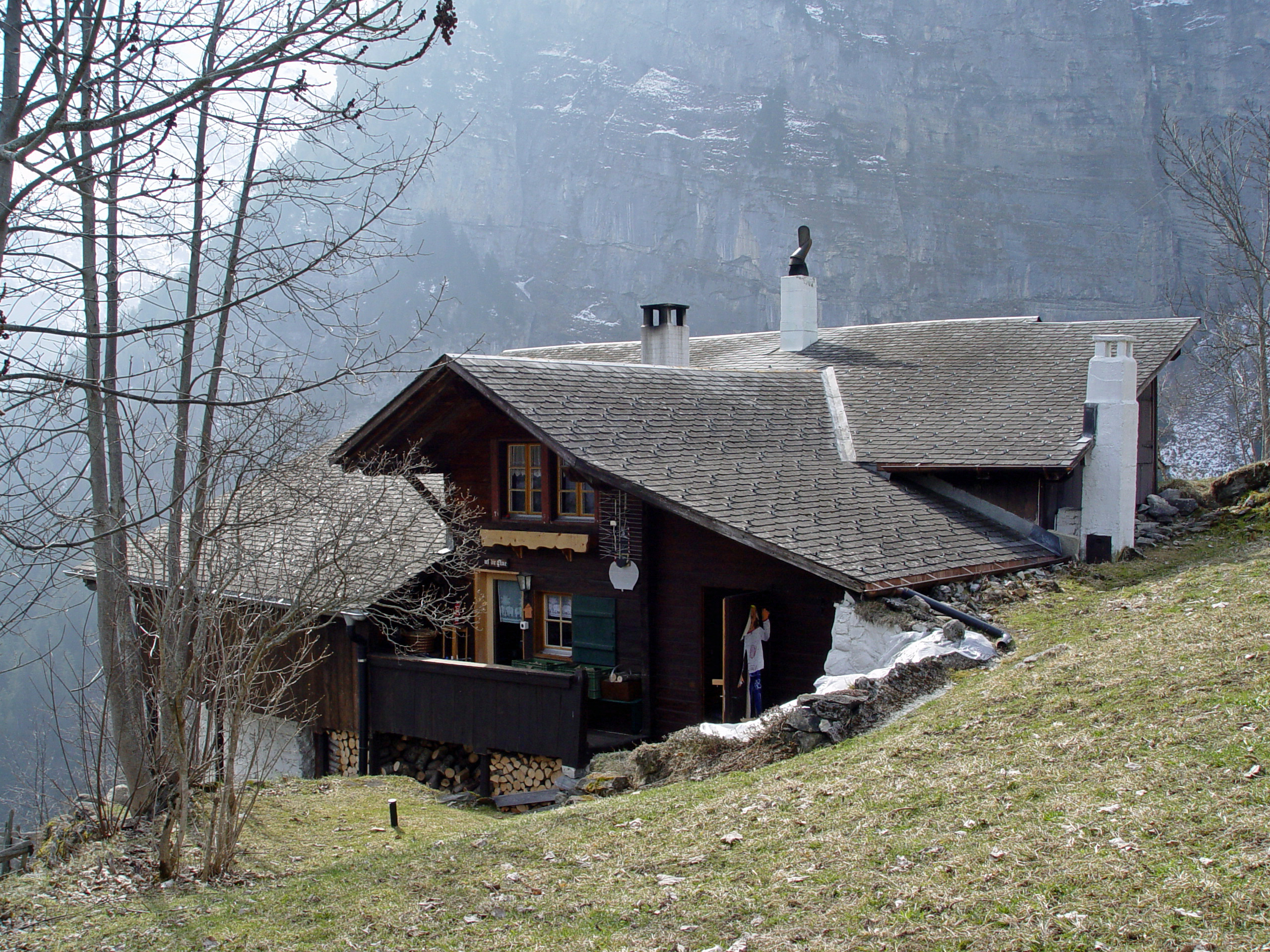
Ein typisches Wohnchalet in Gimmelwald